# 82 Leonis
82 Leonis är en vit underjätte i stjärnbilden Lejonet.
82 Leonis har visuell magnitud +6,73 och kräver fältkikare för att kunna observeras. Den befinner sig på ett avstånd av ungefär 280 ljusår.